# Iris (Brescia)
Iris is een Italiaans historisch merk van motorfietsen.
De bedrijfsnaam was Motocicli Iris, Brescia.
Iris was een Italiaanse fabriek van lichte motorfietsen met 123-cc ILO-motor, drie versnellingen en een telescoopvork. De machines hadden een topsnelheid van 85 km/uur. De productie liep slechts enkele jaren, van 1952 tot 1954.